# Recto-verso
Recto і verso — терміни для позначення сторони аркуша (фоліо) кодексів, книг тощо. Recto — правий, лицьовий бік аркуша (фоліо); verso — лівий, зворотний бік. Скорочення: fol. 1r, fol. 1v тощо.

У книгах мовами, в яких пишуть зліва направо.
У книгах мовами, в яких пишуть справа наліво.

## Слов'янознавство
У деяких текстах, написаних кирилицею східнослов'янською мовою, замість recto і verso використовуються абревіатури «лл.» і «об.». 
- «лл.» («лицевая сторона»; "лицьова сторона") відповідає recto.
- «об.» («оборотная сторона»; "обернена сторона", "зворотний бік") відповідає verso.

Це стосується позначених олівцем фоліантів стародавніх рукописів українською, білоруською або російською мовами, таких як Іпатіївський літопис. Це також використовується для сучасних критичних видань цих рукописів, таких як ті, що опубліковані на веб-сайті Ізборник. Наприклад, «/л.3об./» означає аркуш (фоліо) 3, обернена сторона (об.; verso).